# Ariadna maderiana
Espèce
Synonymes
- Ariadna portisancti Kulczyński, 1899

Ariadna maderiana est une espèce d'araignées aranéomorphes de la famille des Segestriidae.

## Distribution
Cette espèce est endémique de Madère au Portugal. Elle se rencontre à Porto Santo, aux Desertas et aux Selvagens.

## Étymologie
Son nom d'espèce lui a été donné en référence au lieu de sa découverte, Madère.

## Publication originale
- Warburton, 1892 : Spiders from Madeira. Annals and Magazine of Natural History, sér. 6, vol. 10, p. 216-228 (texte intégral).